# Martin Ndzie
Martin Beaurel Atemengue Ndzie (16 gennaio 2003) è un calciatore camerunese, centrocampista dell'Ashdod e della nazionale camerunese.

## Carriera

### Club
Ndzie è cresciuto calcisticamente nel club camerunese del Renaissance FC e nel 2021 è passato in prestito all'Ashdod, venendo assegnato alla formazione Under-19. Ha esordito in prima squadra il 23 gennaio 2022 nell'incontro di Ligat ha'Al vinto 1-0 contro lo Bnei Sakhnin ed al termine della stagione è stato riscattato.
Nell'estate seguente è stato ceduto in prestito all'Hapoel Ramat Gan in Liga Leumit dove ha trascorso una stagione da titolare giocando 28 incontri e segnando il suo primo gol in carriera. Rientrato all'Ashdod è stato confermato in prima squadra per la stagione 2023-2024.

### Nazionale
Il 5 ottobre 2024 ha ricevuto la prima convocazione da parte della nazionale camerunese, e sei giorni dopo ha esordito nell'incontro di qualificazione per la Coppa d'Africa 2025 vinto 4-1 contro il Kenya.

## Statistiche

### Presenze e reti nei club
Statistiche aggiornate al 4 settembre 2024.
| Stagione        | Squadra          | Campionato      | Campionato | Campionato | Coppe nazionali | Coppe nazionali | Coppe nazionali | Coppe continentali | Coppe continentali | Coppe continentali | Altre coppe | Altre coppe | Altre coppe | Totale | Totale | Totale |
| Stagione        | Squadra          | Comp            | Pres       | Reti       | Comp            | Pres            | Reti            | Comp               | Pres               | Reti               | Comp        | Pres        | Reti        | Pres   | Reti   |        |
| --------------- | ---------------- | --------------- | ---------- | ---------- | --------------- | --------------- | --------------- | ------------------ | ------------------ | ------------------ | ----------- | ----------- | ----------- | ------ | ------ | ------ |
| 2021-2022       | Ashdod           | LHA             | 4          | 0          | CI+TC           | 0               | 0               | -                  | -                  | -                  | -           | -           | -           | 4      | 0      |        |
| ago.-set. 2023  | Ashdod           | LHA             | 3          | 0          | CI+TC           | 0+3             | 0               | -                  | -                  | -                  | -           | -           | -           | 6      | 0      |        |
| 2022-2023       | Hapoel Ramat Gan | LL              | 28         | 1          | CI+TC           | 0               | 0               | -                  | -                  | -                  | -           | -           | -           | 28     | 1      |        |
| 2023-2024       | Ashdod           | LHA             | 9          | 0          | CI+TC           | 4+0             | 0               | -                  | -                  | -                  | -           | -           | -           | 13     | 0      |        |
| 2024-2025       | Ashdod           | LHA             | 6          | 0          | CI+TC           | 4+0             | 0               | -                  | -                  | -                  | -           | -           | -           | 10     | 0      |        |
| Totale carriera | Totale carriera  | Totale carriera | 50         | 1          |                 | 11              | 0               |                    | -                  | -                  |             | -           | -           | 61     | 1      |        |

### Cronologia presenze e reti in nazionale
| Cronologia completa delle presenze e delle reti in nazionale ― Camerun | Cronologia completa delle presenze e delle reti in nazionale ― Camerun | Cronologia completa delle presenze e delle reti in nazionale ― Camerun | Cronologia completa delle presenze e delle reti in nazionale ― Camerun | Cronologia completa delle presenze e delle reti in nazionale ― Camerun | Cronologia completa delle presenze e delle reti in nazionale ― Camerun | Cronologia completa delle presenze e delle reti in nazionale ― Camerun | Cronologia completa delle presenze e delle reti in nazionale ― Camerun |
| Data                                                                   | Città                                                                  | In casa                                                                | Risultato                                                              | Ospiti                                                                 | Competizione                                                           | Reti                                                                   | Note                                                                   |
| ---------------------------------------------------------------------- | ---------------------------------------------------------------------- | ---------------------------------------------------------------------- | ---------------------------------------------------------------------- | ---------------------------------------------------------------------- | ---------------------------------------------------------------------- | ---------------------------------------------------------------------- | ---------------------------------------------------------------------- |
| 11-10-2024                                                             | Douala                                                                 | Camerun                                                                | 4 – 1                                                                  | Kenya                                                                  | Qual. Coppa d'Africa 2025                                              | -                                                                      | 65’ 74’                                                                |
| 14-10-2024                                                             | Nairobi                                                                | Kenya                                                                  | 0 – 1                                                                  | Camerun                                                                | Qual. Coppa d'Africa 2025                                              | -                                                                      | 84’                                                                    |
| 6-6-2025                                                               | Marrakech                                                              | Camerun                                                                | 3 – 0                                                                  | Uganda                                                                 | Amichevole                                                             | -                                                                      | 77’                                                                    |
| Totale                                                                 |                                                                        | Presenze                                                               | 3                                                                      |                                                                        | Reti                                                                   | 0                                                                      |                                                                        |